# James Devereux

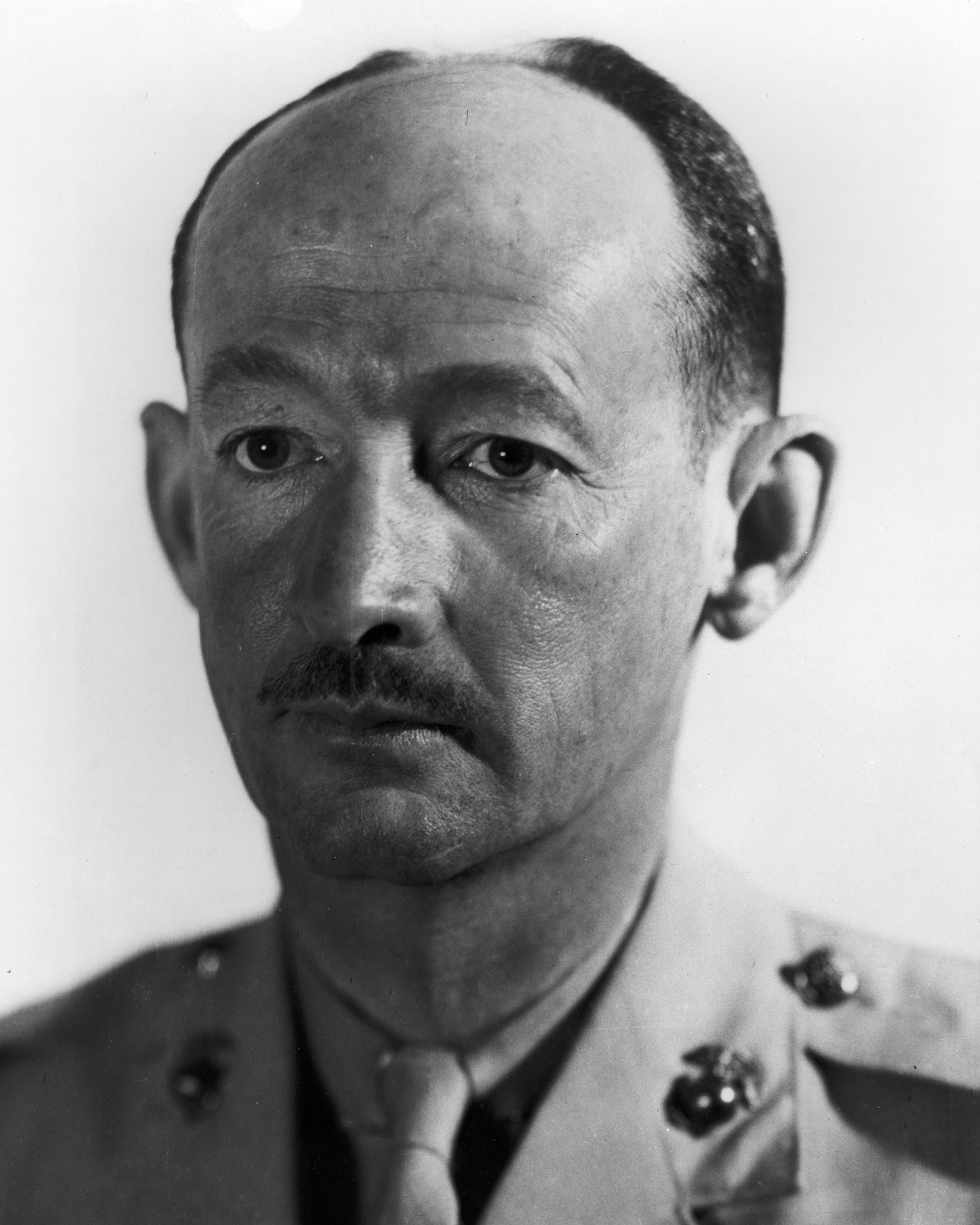
James Devereux

James Patrick Sinnott Devereux (* 20. September 1903 in Cabana, Kuba; † 5. August 1988 in Baltimore, Maryland) war ein US-amerikanischer Politiker und Brigadier General des US Marine Corps (USMC). Zwischen 1951 und 1959 vertrat er den Bundesstaat Maryland im US-Repräsentantenhaus.

## Werdegang vor dem Krieg
James Devereux besuchte die öffentlichen Schulen seiner Heimat und danach die Army and Navy Preparatory School in Washington, D.C. Daran schlossen sich Studiengänge an der Tome School in Port Deposit in Maryland, einer Schule in Lausanne in der Schweiz und am Loyola College in Baltimore an. Im Jahr 1923 trat er in das United States Marine Corps ein, dem er bis 1948 angehörte. Dabei erreichte er den Rang eines Brigadegenerals. Er war in Nicaragua, Kuba und China stationiert. 

## Schlacht um Wake
Die Pazifikinsel  Wake war ein wichtiger Flugzeugstandort zwischen dem amerikanischen Hawaii und den damals japanisch besetzten Marianen, der von einer kleinen Garnison Marines unter dem Kommando von Devereux verteidigt wurde. Ab 8. Dezember 1941, nur einen Tag nach dem Angriff auf Pearl Harbor, wurde die Insel mehrfach bombardiert, wobei unter anderem auch viele der stationierten amerikanischen Flugzeuge am Boden zerstört wurden, bis am Morgen des 11. Dezember eine japanische Flotte versuchte Truppen an Land zu setzen. Die Marines, unterstützt durch zivile Freiwillige, konnten jedoch mit ihren veralteten Geschützen einen der feindlichen Zerstörer versenken und weitere Schiffe beschädigen. Zusätzlich kenterten mehrere Landungsboote in der rauen See. Die Japaner zogen sich aufs offene Meer zurück, wo sie von den vier nicht zerstörten Flugzeugen des Stützpunktes am nächsten Tag attackiert wurden, wobei ein weiterer Zerstörer versenkt wurde.
Die amerikanische Presse griff die verbissene Verteidigung der Marines auf, was insbesondere im Kontrast zur Niederlage in Pearl Harbor für eine Steigerung der Moral in den USA sorgte. So behauptete die Presse bald, Major Deveraux hätte auf die Frage, was man seiner Truppe zukommen lassen sollte, mit „Send us more Japs! (Schickt uns noch mehr Japsen!)“ geantwortet. Major Devereux selbst bestritt allerdings, jemals eine „solche sagenhafte Eselei“ von sich gegeben zu haben. Das angebliche Zitat verfehlte jedoch nicht seine propagandistische Wirkung auf die amerikanische Öffentlichkeit.
Die amerikanische Pazifikflotte verweigerte den Verteidigern von Wake die Unterstützung, da man befürchtete von der japanischen Flotte, deren Position unklar war, gestellt zu werden.
Die Verteidiger kämpften weiter, bis nach täglichen Angriffen durch japanische Bomber am 22. Dezember keines ihrer Flugzeuge mehr einsatzfähig war. In der Nacht auf den 23. Dezember landeten schließlich japanische Einheiten auf der Insel. Gegen 13:30 Uhr am 23. Dezember kapitulierten die Verteidiger unter Deveraux. Später wurde er für seinen Einsatz bei der Verteidigung von Wake Island mit dem Navy Cross ausgezeichnet. Er blieb bis 1945 in Kriegsgefangenschaft.

## Nach dem Krieg
Nach seiner Entlassung setzte er bis 1948 seine militärische Laufbahn fort. Danach betrieb er eine Pferdezucht bei Glyndon in Maryland. Gleichzeitig begann er als Mitglied der Republikanischen Partei eine politische Laufbahn.
Bei den Kongresswahlen des Jahres 1950 wurde James Devereux als Kandidat seiner Partei im zweiten Wahlbezirk des Staates Maryland in das US-Repräsentantenhaus in Washington gewählt, wo er am 3. Januar 1951 die Nachfolge des Demokraten William P. Bolton antrat. Nach drei Wiederwahlen konnte er bis zum 3. Januar 1959 vier Legislaturperioden im Kongress absolvieren. Diese waren von den Ereignissen des Kalten Kriegs, des Koreakriegs und der Bürgerrechtsbewegung bestimmt. Seit 1952 war Devereux Mitglied im Streitkräfteausschuss. Er setzte sich für die Aufhebung der Rassentrennung und gegen die rassistische Diskriminierung am Arbeitsplatz ein.
Im Jahr 1958 verzichtete er auf eine weitere Kandidatur. Stattdessen bewarb sich Devereux erfolglos um die Stelle des Gouverneurs von Maryland. Zwischen 1962 und 1966 war er Leiter der Sicherheitsbehörde im Baltimore County. Danach zog er sich in den Ruhestand zurück, den er in Ruxton in Maryland verbrachte. Er war dreimal verheiratet und hatte dabei vier eigene Kinder und vier Stiefkinder. Er starb am  5. August 1988 in einem Hospiz in Baltimore und wurde auf dem Nationalfriedhof Arlington in Virginia  beigesetzt.  